# الجندي المجهول (رواية)
الجندي المجهول (بالفنلندية: Tuntematon sotilas) أولى روايات البارزة للكاتب الفنلندي فاينو لينا وأهم أعماله إلى جانب «تحت نجم الشمال». نشرت في عام 1954، تتناول الرواية حرب الاستمرار بين فنلندا والاتحاد السوفياتي من وجهة نظر الجنود الفنلنديين العاديين. حازمة وواقعية، وهدفت جزئياً لتحطيم أسطورة الجندي الفنلندي النبيل المطيع، وقد نجحت في ذلك بشكل مثير للإعجاب. قال لينا أنه أراد أن يعطي للجندي الفنلندي دماغاً، فهو جهاز افتقر له بالأعمال السابقة - وهذا تعليق لاذع موجه لحكايا إنسغن ستول ليوهان لودفيغ رونيبيرغ التي صورت بإعجاب الجنود الفنلنديين بقلوب كبيرة وبفكر مستقل صغير. تقوم الرواية على خبرات لينـّا الخاصة، ولكنه أكثر أو أقل خيالية. يمكن مقارنتها في هيكلها وأسلوبها مع روايات جيمس جونز الحربية.

## روابط خارجية
- الجندي المجهول على موقع الموسوعة البريطانية (الإنجليزية)